# Chrysophyllum welwitschii
Chrysophyllum welwitschii là một loài thực vật có hoa trong họ Hồng xiêm. Loài này được Engl. mô tả khoa học đầu tiên năm 1890.